# Claire Coffee
Pour les articles homonymes, voir Coffee.
Claire Coffee est une actrice américaine, née le 14 avril 1980 à San Francisco (Californie).

## Biographie

### Jeunesse et formation
Claire Elizabeth Coffee possède un diplôme en théâtre obtenu à l'Université Northwestern. Dans cet établissement, elle a aussi étudié le journalisme.
Elle a ensuite grandi à Monterey, en Californie et a fréquenté l'école Santa Catalina pour les filles, jouant dans des pièces de théâtre et comédies musicales.

### Carrière
Claire Coffee commence sa carrière d'actrice à l'âge de cinq ans,.
De 2007 à 2009, elle incarne le rôle de Nadine Crowell dans la série télévisée Hôpital central (General Hospital).
Entre 2009 à 2014, elle est scénariste et réalisatrice pour les séries télévisées Chelsey and Kelsey et Chelsey and Kelsey Are Really Good Roomates.
De 2011 à 2017, elle interprète le personnage Adalind Schade dans la série Grimm de façon récurrente puis devient principale lors de la deuxième saison.
En 2013, elle obtient un rôle le temps d'un épisode dans la série Royal Pains.

### Vie privée
En novembre 2011, Claire Coffee a posé pour le magazine Maximal.
Depuis 2011, elle fréquente le musicien et compositeur américain, Chris Thile. Le 23 décembre 2013, ils se marient à Blackberry Farm, situé dans le Walland, Tennessee. Ils habitent alors à Portland dans l'Oregon lors du tournage de la série Grimm puis déménagent à New York City en 2017. 
Le 11 mai 2015, Claire Coffee donne naissance à un garçon, prénommé Calvin Eugene Thile. Le prénom Eugene fait référence au prénom de son grand-père.
Claire Coffee s'est associée à l'association Power of the Purse qui soutient les femmes. Elle est devenue la bourse de cette association et devient associée à Looptworks. Elle a conçu un sac à main nommé The Calvin fabriqué avec des déchets, qui est vendu aux enchères.

## Filmographie

### Cinéma

#### Longs métrages
- 2004 : Leave No Trace de Scott Firestone : Hillary
- 2005 : Sexcrimes 3 : Diamants mortels de Jay Lowi : Jenny Bellamy
- 2008 : Remarkable Power de Brandon Beckner : Dana
- 2008 : Wednesday Again de John Lavachielli : Lisa Olson
- 2009 : All About Steve de Phil Traill : la journaliste du colorado
- 2013 : Inventing Adam de Richie Adams : Spencer

#### Courts métrages
- 2009 : Chelsey and Kelsey Are Really Good Roommates de Claire Coffee et Ellie Knaus : Chelsey
- 2009 : Mafia Lending Services de Chris Papagapitos : Gina
- 2014 : Grind de Zachary Halley : Autumn[1]

### Télévision

#### Téléfilms
- 2004 : Americana de David Schwimmer : Gwen
- 2005 : McBride: It's Murder, Madam de Kevin Connor : Marilyn Fletcher
- 2006 : Death Row de Kevin VanHook : Missy
- 2006 : 13 Graves de Dominic Sena : Gillian Becker
- 2009 : This Might Hurt de Jason Winer : Claire Keating
- 2012 : Un cadeau de Noël presque parfait de Jim Fall : Holly Maddux
- 2019 : La fille toxique de mon mari (A Daughter's Plan to Kill) de Ian Niles : Katie
- 2019 : Les femmes secrètes (The Sisterhood) de Jean-François Rivard : Ashley Shields

#### Séries télévisées
- 2001 : Le Journal intime d'un homme marié : la femme du jeune couple (saison 1, épisode 8)
- 2002 : Leap of Faith : Deesa (saison 1, épisode 5)
- 2002 : Sexe et Dépendances : J'Sandra (saison 1, épisode 21)
- 2002 : Oui, chérie ! : le professeur (saison 3, épisode 3)
- 2002 : Pour le meilleur et pour le pire : la petite amie de Russ (saison 1, épisode 10)
- 2002 : The Random Years : Denise (saison 1, épisode 5)
- 2003 : À la Maison-Blanche : Cassie Tattum (3 épisodes)
- 2005 : Cold Case : Affaires classées : Kelly Witkowski en 1977 (saison 2, épisode 21)
- 2006 : La Vie avant tout : Cassandra Turley (saison 6, épisode 17)
- 2006 : Bones : agent spécial Tricia Finn (saison 1, épisode 11)
- 2006 : Les Experts : Cindy Jansen (saison 6, épisode 21)
- 2006 : Psych : Enquêteur malgré lui : Sally Reynolds (saison 1, épisode 7)
- 2006 : NCIS : Enquêtes spéciales : Nikki Crawshaw (saison 4, épisode 3)
- 2006 : My Boys : Claire (saison 1, épisode 2)
- 2007 : Les Experts : Miami : Wendy Legassic (saison 6, épisode 5)
- 2007-2009 : Hôpital central : Nadine Crowell (170 épisodes)
- 2009 : Ted Sampon: Househusband : la fille dans le parc (saison 1, épisode 3)
- 2009 : The League : Claire (saison 1, épisode 4)
- 2010 : Bailey et Stark : Zoe (saison 1, épisode 11)
- 2011-2012 : Franklin and Bash : Janie Ross (7 épisodes)
- 2011-2017 : Grimm : Adalind Schade (123 épisodes)
- 2011 : Grimm: David Giuntoli Profile : Adalind Schade (webisode - sorti en DVD)
- 2011 : Grimm: Grimm Fairytales : Adalind Schade (webisode - sorti en DVD)
- 2011 : Grimm: Grimm Makeup and VFX : Adalind Schade (webisode - sorti en DVD)
- 2013 : Royal Pains : Maya (saison 5, épisode 4)
- 2013 : Grimm: Meltdown : Adalind Schade (webisode)
- 2014 : Chelsey and Kelsey : Chelsey
- 2019 : S.W.A.T : Kira
- 2020 : Lincoln : À la poursuite du Bone Collector : Danielle

### Jeux vidéo
- 2003 : Medal of Honor : Soleil levant : Mary Griffin (voix originale)